# ステップ (植生)

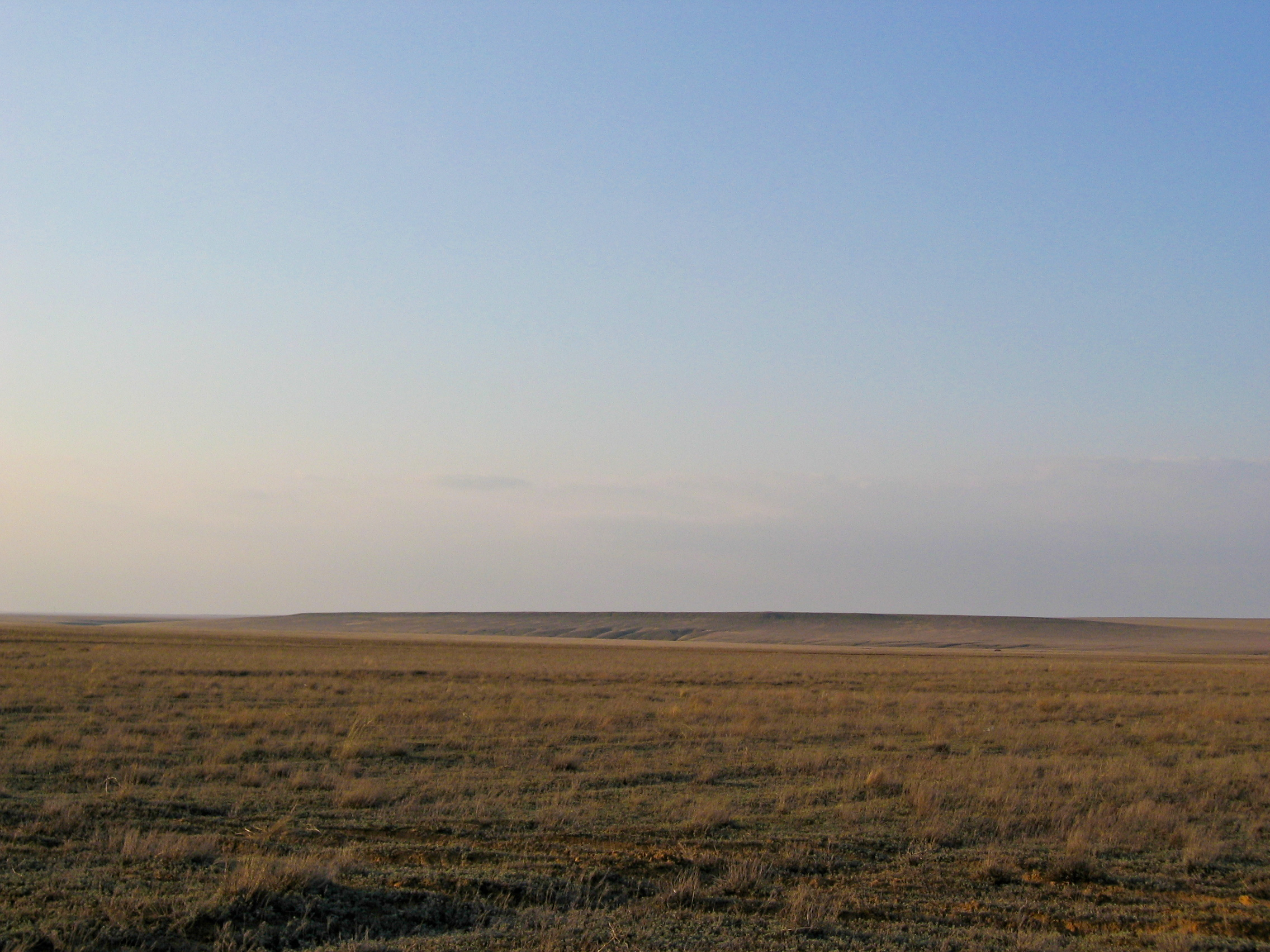
ステップ：早春の西部カザフスタン

ステップ（ロシア語: степь, stepʹ、ウクライナ語: степ, step、英語: steppe）は、中央アジアのチェルノーゼム帯など世界各地に分布する草原を言う。ロシア語で「平らな乾燥した土地」の意味。ステップは植生や気候によって定義される。

## 植生
自然地理学では、樹木のない平原で、河川や湖沼から離れたものをさす。広義には夏に枯れてしまう温帯草原を指すこともある。
プレーリーが丈の高い草でおおわれる平原であるのに対し、ステップでは樹木を欠き、通常丈の短いイネ科やキク科等の草がみられる。半ば砂漠であることもあれば、草ないしは低木におおわれていることもある。季節により両者が移り変わることもある。

## 気候
この用語はまた、森林を形成するほど湿潤ではないが、砂漠というほど乾燥していないような地域を指すのに使われる。気候は夏の暑気と冬の寒冷が特徴で、降水量は年間平均250～500mmである。

## 生物相
植物の丈は通常30cm強。春の降雨期に花が咲き、実をつける。夏は乾燥のため地上部は枯れてしまう。ブルーグラマ（Bouteloua gracilis）、ヤギュウシバ（buffalo grass）、サボテン、ヨモギ属の1種（Artemisia tridentata）、スペアグラス（speargrass）、小型のヒマワリなどがみられる。
動物ではコサックギツネ、スナネズミ、サイガ、セーカーハヤブサ、オオノロなどがみられる。

## コールドステップ
大陸性気候のステップであるコールドステップは：

### グレートステップ
グレートステップ（the Great Steppe）は世界最大のステップで、ロシア中央部および近接する中央アジア諸国にまたがる。
西からポンティック・ステップ（Pontic steppe）がウクライナからウラル山脈・カスピ海にかけてひろがり、そのままカスピ海東部へ、トルクメニスタン・ウズベキスタン・カザフスタンをへて、アルタイ山脈・コペトダグ山脈（Kopet Dag）・天山山脈にいたるまでステップがつづく。ユーラシア・ステップは、ウラル山脈東側で西シベリア平原の森林およびタイガに出会うまで広がっている。

### グレートプレーンズ（プレーリー）
北米大陸中央部でカナダ南部からアメリカ南部まで広がるグレートプレーンズのステップは、プレーリーとよばれる。
アメリカ合衆国中部からカナダ西部にかけてのハイプレーンズ（High Plains）はグレートプレーンズの西端に位置する。

### パンパ
南米・アルゼンチン中部のラプラタ川流域に広がる草原地帯はパンパと呼ばれる。

### その他
トルコのアナトリア中部、南東ヨーロッパのパンノニア平原、南アメリカ大陸のパタゴニア、ニュージーランドの南島にもコールド・ステップがある。

## 亜熱帯ステップ
地中海性気候の亜熱帯ステップは：
イタリアのシチリア島、スペインの中部・東部、インドのタール砂漠の外縁部、北アメリカではネヴァダ州やカリフォルニア州の内陸部、南米のパンパ、オーストラリアではギブソン砂漠からグレートビクトリア砂漠にかけての間が亜熱帯ステップである。